# 帕拉特卡 (佛羅里達州)
帕拉特卡（Palatka, Florida）是美國佛羅里達州普特南縣的縣治。面積19.5平方公里，根據2010年美國人口普查數據，該市人口為10,558人，較2000年增長5.2%。

## 姐妹城市
- 俄羅斯帕拉特卡